# قائمة الجامعات في الدنمارك

## جامعات تقوم بتدريس الاداب والعلوم
- جامعة كوبنهاغن، في كوبنهاغن
- جامعة آرهوس، في آرهوس
- جامعة جنوب الدنمارك، في أودنسة وكوبنهاغن، مدن أخرى.
- جامعة آلبورغ، في آلبورغ، إسبيا وكوبنهاغن.
- جامعة روسكيلده، في روسكيلده

## جامعات تقوم بتدريس العلوم فقط
- الجامعة التقنية في الدنمارك، كوبنهاغن
- جامعة كوبنهاغن لتكنولوجيا المعلومات، كوبنهاغن

## جامعات تقوم بتدريس الأعمال فقط
- مدرسة كوبنهاغن للأعمال، كوبنهاغن

## جامعات تقوم بتدريس مهارات الضيافة فقط
- كلية كوبنهاغن الضيافة، كوبنهاغن

## كليات جامعة ذات توجه مهني
- كلية متروبوليتان الجامعة نسخة محفوظة 30 يناير 2009 على موقع واي باك مشين.
- كلية العاصمة الجامعة
- كلية الحزام الاصغر (ليله بيلت) الجامعة
- كلية شمال الدنمارك الجامعة
- كلية زيلاند الجامعة
- كلية جنوب الدنمارك الجامعة
- كلية VIA الجامعة